# Dealul Vădeni
Dealul Vădeni este situat la 3,5 km sud-vest de localitatea cu aceeași denumire, raionul Florești. Are o altitudine maximă de 347 m, situându-se astfel pe locul 4 printre cele mai înalte dealuri din Republica Moldova. Dealul se prezintă ca un masiv rotunjit la vârf, ce se înalță deasupra regiunii colinare joase din împrejurimi. Pe panta sud-vestică a dealului se găsește un lac.